# Angela Lansbury
Dame Angela Brigid Lansbury DBE (St Pancras vagy London, 1925. október 16. – Los Angeles, 2022. október 11.) többszörös Tony- és Golden Globe-díjas brit színésznő, énekesnő. Munkássága elismeréséül 1994-ben II. Erzsébet királynőtől megkapta A Brit Birodalom Rendje parancsnoki fokozatát. 
Első filmszerepe az 1944-ben készült George Cukor rendezte Gázláng, amelyért Oscar-díjra jelölték. További jelentős filmszerepei A mandzsúriai jelölt (The Manchurian Candidate, 1962), a Disney-féle Ágygömb és seprűnyél (Bedknobs and Broomsticks, 1971) és A Szépség és a Szörnyeteg (Beauty and the Beast, 1991).
Az 1950-es években művészi tevékenységét kiterjesztette televíziós és színpadi fellépésekre (a Broadwayn). Az utóbbi időben Lansbury nevét elsősorban a Vidám kísértet (Blithe Spirit) c. színdarab felújításában játszott Madame Arcati szerepéről, illetve a Gyilkos sorok (Murder, She Wrote) című sorozat főszereplőjeként ismerik a legtöbben, mely utóbbiban a regényírónőt, Jessica Fletchert alakította, és amely 1984–1996-os időtartamával az egyik leghosszabb ideig futó detektívsorozat volt. Szerepelt több Agatha Christie-regény filmadaptációjában is.
Művészi munkájának elismeréseként Lansbury öt Tony-díjat, hat Golden Globe-díjat nyert, illetve számos további jelölést szerzett, köztük háromszor jelölték a Legjobb női mellékszereplő Oscar-díjára, és tizennyolcszor Emmy-díjra.

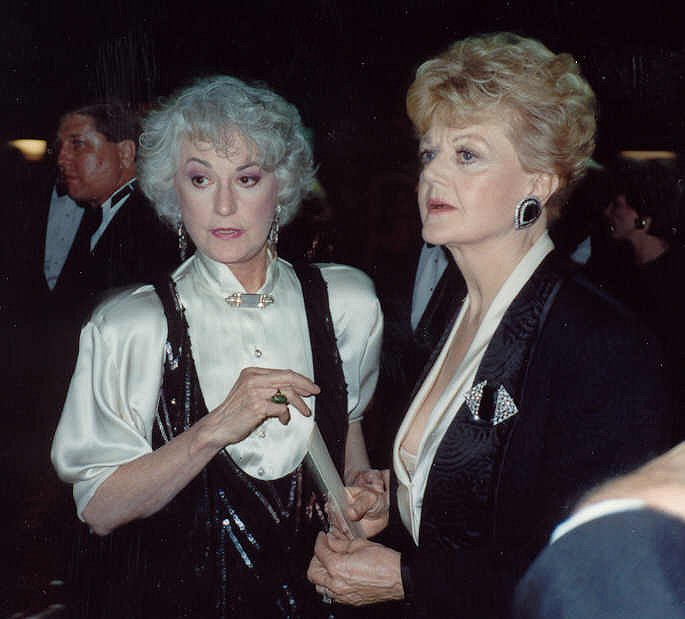
Bea Arthur és Angela Lansbury (b-j) (1989)

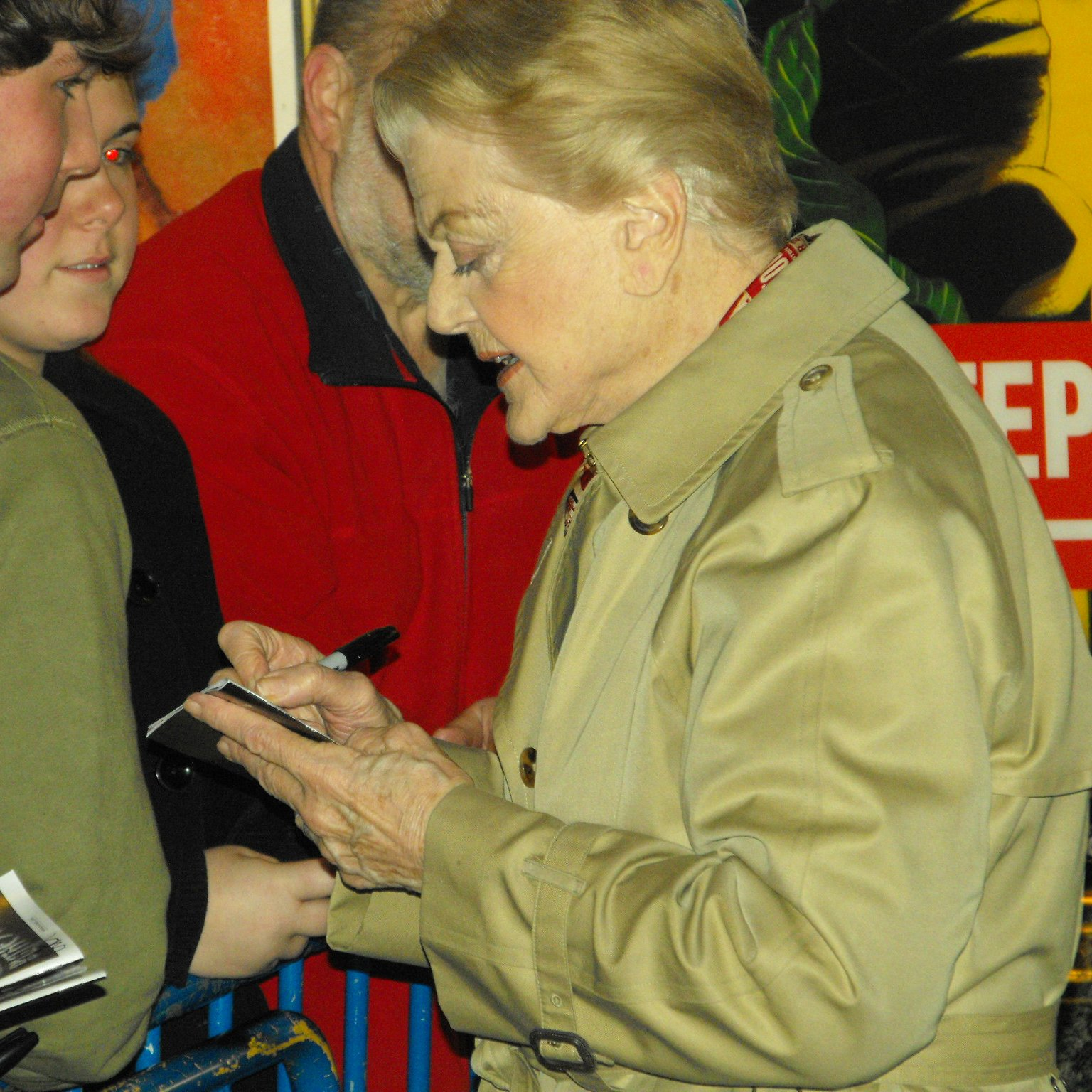
Angela Lansbury 2009-ben

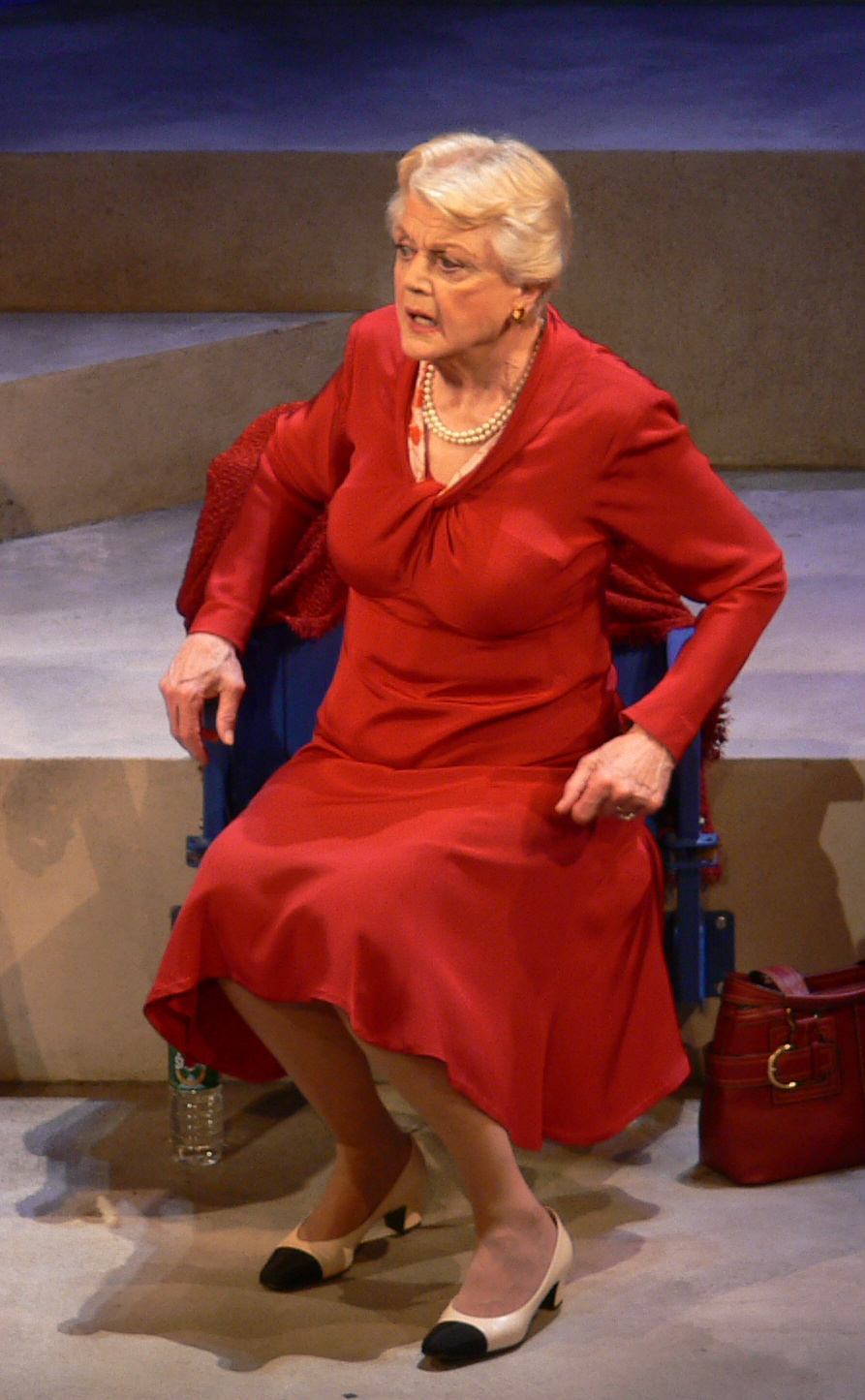
Angela Lansbury színpadon (2007)

## Gyermekkora
Lansbury Poplarben (London, Anglia) született, édesanyja az ír színésznő, Moyna MacGill (Charlotte Lillian McIldowie), édesapja Edgar Lansbury, politikus és kiváló üzletember. Ikeröccsei: Ifj. Edgar Lansbury, és Bruce Lansbury, féltestvére anyja első házassága révén: Isolde Denham. Apai nagyapja George Lansbury, munkáspárti vezető volt. Édesanyja már gyermekkorában támogatta előadóművészi ambícióit azzal, hogy az Old Vicbe vitte előadásokat megtekinteni, és beadta a Ritman Tánciskolába, majd a Webber Douglas Ének- és Színművészeti iskolába.
Édesapja halála után Lansbury anyja egy skót férfival, Leckie Forbes-szal került kapcsolatba, és a két család összeköltözött. Forbes korábban a Brit hadsereg ezredeseként szolgált Indiában. Rövid idő alatt kiderült, hogy Forbes valójában féltékeny, gyanakvó, zsarnok természetű ember, aki háztartását vasmarokkal irányította. Kevéssel London német bombázása előtt Lansbury anyja lehetőséget kapott arra, hogy Észak-Amerikába utazzon. Az éj leple alatt megszökött gyermekeivel boldogtalan otthonukból, és Montréalba hajóztak, majd onnan hamarosan továbbutaztak az Amerikai Egyesült Államokba. Soha többet nem léptek kapcsolatba Forbesszal.
Lansbury először a Bullocks Wilshire áruházban dolgozott Los Angelesben. Laure Canyon-beli otthonukban anyja gyakran rendezett partikat a környéken élő brit művészek számára. Egy ilyen eseményen kötött ismeretség juttatta el Lansbury-t Mel Ballerino-hoz, aki a castingot irányította Oscar Wilde regényének, a Dorian Gray arcképének készülő filmes adaptációjához. Ballerino a Gázláng szereplőit is ekkor kereste, és felajánlotta Lansbury-nek Nancy, a szemtelen és gonoszkodó szolgáló szerepét. Olyan színészek mellett játszhatott, mint Ingrid Bergman és Charles Boyer. Alakításáért Lansbury-t a Legjobb női mellékszereplő Oscar-díjára jelölték, majd a következő évben rögtön ismét jelölést kapott Sibyl Vane megformálásáért a Dorian Gray arcmásában.

## Pályafutása

### Színház
1964-ben szerepelt először musicalben, az Anyone Can Whistle c. Stephen Sondheim darabban a Broadwayn. Alakításáról elismerően írtak a kritikusok. 1966-ban megkapta a Mame című, hamarosan hatalmas sikert arató musical főszerepét, melyet az év májusában a Winter Garden színházban adtak elő, és melyért Lansbury megkapta első Tony-díját, a Legjobb női musical főszereplő kategóriában. A darab egyik dala, a We Need a Little Christmas, melyet az ő előadásában adtak ki lemezen, szintén rendkívül népszerű lett, máig sugározzák a rádióadók a karácsonyi időszakban. Második Tony-díját 1969-ben kapta a Dear Worldben való alakításáért.
1973 májusában Lansbury szereplésével a Gypsy c. darabot újra színpadra vitték Londonban a West Enden, és 300 alkalommal játszották. A darabban Rose-t formálta meg, az aljas színész anyát (a szerepet korábban Ethel Merman formálta meg a Broadwayn). 1974 szeptemberében ugyanezt az előadást mutatták be a Broadway Winter Garden színházban. Harmadik Tony-díját ezért a szerepéért kapta.
1979-ben főszerepet játszott Stephen Sondheim musical thrillerében, a Sweeney Toddban. Következő Tony-díját Mrs. Lowett megformálásáért kapta ebben a darabban, mely szerep – Lansbury bevallása szerint – volt színpadi alakításai közül számára a legkedvesebb.
1971-ben főszerepet kapott a Prettybelle c. musicalben. Nehéz próbaidőszak után a bemutató rendkívül rossz kritikákat kapott, és egy héten belül levették a műsorról. 
2001-ben bejelentették, hogy ő játssza a főszerepet a The Visit c. Kander-Ebb musicalben, de visszalépett a szerepléstől férje romló egészsége miatt.
2007 –ben, 23 év kihagyás után Lansbury visszatért a Broadwayre, hogy főszerepet játsszon a Deuce-ben, Terrence McNally színdarabjában. 2009-ben a The New York Times magasztalta alakítását, melyért számos díjat nyert el, köztük egy újabb Tonyt. 
2009 december 13-án volt a Little Night Music bemutatója Lansbury és Catherine Zeta-Jones főszereplésével, a Walter Kerr Színházban. Lansbury az újra színpadra vitt darabban Madame Armfeldtet játssza.

### Film és televízió
Lansbury hosszú és változatos karriert tudhat magáénak, mely során gyakran alakított olyan figurákat, akik az ő aktuális életkoránál jóval idősebbek voltak, például a The Harvey Girls-ben (1946), Samson and Deleilah-ban (1949), és az Ágygömb és seprűnyélben (1971). 
1962-ben mellékszerepet kapott A mandzsúriai jelölt c. filmben, Mrs. Iselint alakította. Alakítása hangos elismerést kapott, és számos díjat hozott számára, valamint jelölést a Legjobb női mellékszereplő kategóriában az Oscar-díjra. Larry King műsorában Lansbury elmondta, hogy számos filmszerepe közül ez volt a legkedvesebb számára. Több filmben kapott főszerepet a színpadi sikereit megelőző időszakban, és azok idején is (többek között 1964-ben: World of Henry Orient, 1970-ben: Something for Everyone). Lansbury rendkívüli népszerűségnek örvendett a '60-as években, elsősorban a Mame c. darabban való munkájának köszönhetően. Gyakorta élt a hírnév kínálta lehetőségeivel, hogy különböző jótékonysági szervezetek támogatására buzdítsa rajongóit. 
Sok, a Broadwayen és a West Enden színpadi szerepléssel töltött év után 1978-ban tért vissza a filmezéshez a Halál a Níluson feldolgozásában, majd Miss Marple-t alakította Agatha Christie A kristálytükör meghasadt c. regényének filmes adaptációjában. Ezután a karakterhangok felé fordult, animációs filmek szereplőinek adta hangját: 1982: The Last Unicorn, 1997: Anastasia, leghíresebb ilyen munkája az éneklő Mrs. Potts hangja volt az 1991-es Disney-filmben, A Szépség és a Szörnyetegben, melynek főcímdalát is énekelte. Hangját adta még a 2006-os Kingdom of Hearts II-hoz, és a 2005-ös Nanny McPhee-hez. 
1983-ban Laurence Olivier-vel játszott A Talent for Murder c. színdarab BBC-s adaptációjában. E munka hatására Lansbury tovább időzött a rejtély műfajánál, és döntése addigi eredményes karrierjénél is nagyobb ismertséget hozott számára. 1984–1996 között alakította Jessica Fletcher, a bűnügyi regényíró szerepét a Gyilkos sorok c. sorozatban. A sorozatnak köszönhetően hamarosan Lansbury vált az egyik legjobban fizetett színésznővé a világon. 1991-ben átvette a sorozat tulajdonjogát, és attól az évadtól egyben vezető producere is lett.

## Magánélete
1945-ben Lansbury házasságot kötött Richard Cromwell színésszel. Lansbury korábban nem tudott arról, hogy Cromwell biszexuális, így a házasságot tizenegy hónap múlva felbontották, de baráti kapcsolatban maradtak.
1949-ben összeházasodott a brit születésű színésszel, Peter Shaw-val (Peter Pullen, Joan Crawford korábbi barátja) Londonban, akinek később jelentős szerepe volt Lansbury karrierjének alakításában. Házasságuk 54 évig tartott, Shaw 2003-ban bekövetkezett haláláig.
Lansbury két gyermek édesanyja, fia Anthony Peter Shaw (1952), lánya Deirdre Angela Shaw (1953). 1954-ben Shaw megkapta előző házasságából született fia, David Shaw (1944) felügyeleti jogát, akit Lansburyvel egyetértésben magukhoz vettek, és együtt nevelték fel saját gyermekeikkel. Lansburynek számos unokája van. Anthony Shaw rendező/producer volt a Gyilkos sorokban, jelenleg televíziós szakmai vezető és rendező. Deirdre és férje, aki séf, vendéglátással foglalkoznak Los Angelesben.
Lansbury féltestvére, Isolde rövid ideig Peter Ustinov felesége volt, de 1946-ban elváltak. A hollywoodi Walk of Fame sétányon csillagot kapott, és tagja lett a Disney Legends-nek. Lansbury hosszú ideig élt Brentwoodban (California), majd 2006-ban New Yorkba költözött. A következő évben visszatért a Broadwayre.
2005-ben térdműtétje volt.
Mindössze öt nappal a 97. születésnapja előtt, álmában hunyt el 2022. október 11-én.

## Filmjei
- 2018 – Mary Poppins visszatér … léggömbös hölgy
- 2018 – A Grincs … McGerkle polgármester
- 2014 – Driving Miss Daisy … Daisy Werthan
- 2011 – Mr. Popper pingvinjei (Mr. Popper's Penguins) ... Selma Van Gundy
- 2006 – Nanny McPhee – A varázsdada (Nanny McPhee) ... Adelaide nagynéni
- 2003 – Gyilkos sorok – A kelta fejtörők (Murder, She Wrote: The Celtic Riddle) ... Jessica Fletcher
- 2000 – Gyilkos sorok – Rideg harcos (Murder, She Wrote: A Story to Die for) ... Jessica Fletcher
- 1999 – A hölgy, aki túl sokat tudott (The Unexpected Mrs. Pollifax) ... Mrs. Emily Pollifax
- 1997 – Gyilkos sorok – Kettős személyiség (Murder, She Wrote: South by Southwest) ... Jessica Fletcher
- 1997 – A szépség és a szörnyeteg 2. – Varázslatos karácsony (Beauty and the Beast: The Enchanted Christmas) ... Kannamama (szinkronhang)
- 1997 – Anasztázia (Anastasia) ... Anyakirálynő (szinkronhang)
- 1991 – A szépség és a szörnyeteg (Beauty and the Beast) ... Kannamama (szinkronhang)
- 1984 – Gyilkos sorok sorozat (Murder, She Wrote) ... Jessica Beatrice McGill Fletcher
- 1984 – Farkasok társasága (The Company of Wolves)
- 1983 – Penzance kalózai (The Pirates of Penzance) ... Ruth
- 1982 – Az utolsó unikornis (The Last Unicorn) ... Mommy Fortuna (szinkronhang)
- 1980 – A kristálytükör meghasadt (The Mirror Crack'd) ... Miss Jane Marple
- 1979 – Londoni randevú (The Lady Vanishes)
- 1978 – Halál a Níluson (Death on the Nile) ... Salome Otterbourne
- 1971 – Ágygömb és seprűnyél (Bedknobs and Broomsticks) ... Miss Price
- 1966 – Buddwing úr (Mister Buddwing)
- 1965 – Moll Flanders szerelmei (The Amorous Adventures of Moll Flanders) ... Lady Blystone
- 1965 – A világ legszebb története (The Greatest Story Ever Told)
- 1964 – Henry Orient világa (The World of Henry Orient) ... Isabel Boyd
- 1964 – Drága szívem (Dear Heart)
- 1963 – Hűvös nappalon (In the Cool of the Day)
- 1962 – Mindenki kudarcot vall (All Fall Down) ... Annabell Willart
- 1962 – A mandzsúriai jelölt (The Manchurian Candidate)
- 1961 – Kék Hawaii (Blue Hawaii)
- 1960 – A botrány szele (A Breath of Scandal) ... Countess Lina
- 1960 – The Dark at the Top of the Stairs
- 1958 – Hosszú, forró nyár (The Long, Hot Summer) ... Minnie Littlejohn
- 1956 – Udvari bolond (The Court Jester) ... Gwendolyn hercegnő
- 1955 – A törvénytelen út (Lawless Street) ... Tally Dickson
- 1953 – Látható maradványok (Remains to Be Seen) ... Valeska Chauvel
- 1951 – Kedves hölgy (Kind Lady) ... Mrs. Edwards
- 1949 – Sámson és Delila (Samson and Delilah) ... Semadar
- 1949 – A vörös Duna (The Red Danube) ... Audrey Quail
- 1948 – Az ország állapota (State of the Union) ... Kay Thorndyke
- 1948 – A három testőr (The Three Musketeers) ... Anne királynő
- 1948 – Ha tél jön (If Winter Comes)
- 1946 – A Harvey lányok (The Harvey Girls) ... Em
- 1946 – Kisstílű szent (The Hoodlum Saint)
- 1946 – Amíg a felhők tovaúsznak (Till the Clouds Roll By)
- 1945 – The Picture of Dorian Gray... Sibyl Vane
- 1944 – Gázláng (Gaslight)
- 1944 – A nagy vágta (National Velvet) ... Edwina Brown

## Fordítás
- Ez a szócikk részben vagy egészben  az   Angela_Lansbury című angol Wikipédia-szócikk fordításán alapul.  Az eredeti cikk szerkesztőit annak laptörténete sorolja fel. Ez a jelzés csupán a megfogalmazás eredetét és a szerzői jogokat jelzi, nem szolgál a cikkben szereplő információk forrásmegjelöléseként.